# Emerald Fennell
Emerald Lilly Fennell (London, 1985. október 1. –) Oscar-, valamint kétszeres BAFTA-díjas angol filmrendező, forgatókönyvíró, filmproducer és színésznő.

## Élete és pályafutása
Először olyan történelmi filmekben jelent meg mint az Albert Nobbs (2011), az Anna Karenina (2012) vagy A dán lány (2015).
A nagyközönség számára Camilla Shand szerepéről lett ismert a Netflix A Korona című történelmi drámasorozatában. Ezután társírója lett a BBC Megszállottak viadala thrillersorozatának, melyért két Primetime Emmy-jelölést is szerzett. 
2020-ban bemutatta az egész estés thriller-drámafilmjét, a Carey Mulligan főszereplésével készült az Ígéretes fiatal nőt, amellyel három kategóriában (legjobb film, legjobb rendező és legjobb eredeti forgatókönyv) jelölték Oscarra. Forgatókönyvíróként meg is kapta a díjat.

## Magánélete
Chris Vernon televíziós és reklámfilmes rendező felesége, 2019-ben született meg az első gyermekük. 2021. április 25-én, a 93. Oscar-gálán jelentették be, hogy második gyermeküket várják.

## Filmográfia

### Film
Filmrendező és forgatókönyvíró
| Év   | Magyar cím         | Eredeti cím                   | Feladatkör | Feladatkör | Feladatkör |
| Év   | Magyar cím         | Eredeti cím                   | Rendező    | Író        | Producer   |
| ---- | ------------------ | ----------------------------- | ---------- | ---------- | ---------- |
| 2018 |                    | Careful How to Go (rövidfilm) | Igen       | Igen       | Nem        |
| 2020 | Ígéretes fiatal nő | Promising Young Woman         | Igen       | Igen       | Igen       |
| 2023 | Saltburn           | Saltburn                      | Igen       | Igen       | Igen       |

Színész
| Év   | Magyar cím                             | Eredeti cím           | Szerep                    | Magyar hang     |
| ---- | -------------------------------------- | --------------------- | ------------------------- | --------------- |
| 2010 |                                        | Mr. Nice              | Rachel                    |                 |
| 2011 | Albert Nobbs                           | Albert Nobbs          | Mrs. Smythe-Willard       | Kis-Kovács Luca |
| 2012 | Anna Karenina                          | Anna Karenina         | Merkalova hercegnő        |                 |
| 2015 | A dán lány                             | The Danish Girl       | Elsa                      | Bartsch Kata    |
| 2015 | Pán                                    | Pan                   | parancsnok                |                 |
| 2018 | Vita & Virginia – Szerelmünk története | Vita & Virginia       | Vanessa Bell              | Orosz Anna      |
| 2020 | Ígéretes fiatal nő                     | Promising Young Woman | videó házigazdája (cameo) |                 |
| 2023 | Barbie                                 | Barbie                | Midge                     |                 |

### Televízió
Forgatókönyvíró és vezető producer
| Év   | Magyar cím            | Eredeti cím | Feladatkör | Feladatkör      | Megjegyzések |
| Év   | Magyar cím            | Eredeti cím | Író        | Vezető producer | Megjegyzések |
| ---- | --------------------- | ----------- | ---------- | --------------- | ------------ |
| 2016 |                       | Drifters    | Igen       | Nem             | 2 epizód     |
| 2019 | Megszállottak viadala | Killing Eve | Igen       | Igen            | 8 epizód     |

Színész
| Év        | Magyar cím                 | Eredeti cím              | Szerep            | Megjegyzések          |
| --------- | -------------------------- | ------------------------ | ----------------- | --------------------- |
| 2007      |                            | Trial & Retribution      | Sheena            | 1 epizód              |
| 2010      | Új trükkök                 | New Tricks               | Vicky, recepciós  | 1 epizód              |
| 2010      |                            | Any Human Heart          | Lottie            | 3 epizód              |
| 2011–2013 |                            | Chickens                 | Agnes             | 6 epizód              |
| 2013      |                            | Blandings                | Monica Simmons    | 1 epizód              |
| 2013      | Londoni randevú            | The Lady Vanishes        | Odette            | tévéfilm              |
| 2013      | Gyilkosság a hazai fronton | Murder on the Home Front | Issy Quennell     | tévéfilm              |
| 2013–2017 | Hívják a bábát!            | Call the Midwife         | Patsy Mount nővér | 27 epizód             |
| 2016      |                            | Drifters                 | Lizzie            | 1 epizód              |
| 2017      | Viktória                   | Victoria                 | Ada Lovelace      | 1 epizód              |
| 2019–2020 | A korona                   | The Crown                | Camilla Shand     | főszereplő (7 epizód) |